# 1687
| [ Edytuj tabelę ]              | |
| Król Polski                    | - 1674 Jan III Sobieski 1696 |
| Współksiążęta Andory           | - 1682 Joan Baptista Desbac i Mortorell 1688 - 1643 Ludwik XIV 1715                                                                                      |
| Król Anglii i Szkocji          | - 1685 Jakub II i VIII 1688 |
| Elektor Bawarii                | - 1679 Maksymilian II Emanuel 1726 |
| Elektor Brandenburgii          | - 1640 Fryderyk Wilhelm 1688 |
| Sułtan Brunei                  | - 1673 Muhyiddin 1690 |
| Cesarz Chin                    | - 1661 Kangxi 1722 |
| Król Czech                     | - 1657 Leopold I Habsburg 1705 |
| Król Danii                     | - 1670 Chrystian V 1699 |
| Dalajlama                      | - 1683 Cangjang Gjaco 1706 |
| Cesarz Etiopii                 | - 1682 Ijasu Wielki 1706 |
| Król Francji                   | - 1643 Ludwik XIV 1715 |
| Król Hiszpanii                 | - 1665 Karol II 1700 |
| Landgraf Hesji-Kassel          | - 1670 Karol I Heski 1730 |
| Stadhouder Holandii            | - 1672 Wilhelm III Orański 1702 |
| Szach Iranu                    | - 1666 Safi II 1694 |
| Państwo Wielkich Mogołów       | - 1658 Aurangzeb 1707 |
| Król Irlandii                  | - 1685 Jakub II Stuart 1689 |
| Cesarz Japonii                 | - 1663 Reigen 1687 - 1687 Higashiyama 1709 |
| Kalif                          | - 1648 Mehmed IV 1687 - 1687 Sulejman II 1691 |
| Patriarcha Konstantynopola     | - 1686 Dionizy IV Muzułmanin 1687 - 1687 Kallinik II 1688                                                                                                |
| Władca Korei                   | - 1674 Sukjong 1720 |
| Książę Kurlandii i Semigalii   | - 1682 Fryderyk Kazimierz Kettler 1698 |
| Sułtan Maroka                  | - 1672 Maulaj Isma’il 1727 |
| Książę Monako                  | - 1662 Ludwik I 1702 |
| Król Nawarry                   | - 1643 Ludwik XIV 1710 |
| Król Norwegii                  | - 1670 Chrystian V 1699 |
| Sułtan Omanu                   | - 1649 Sultan I ibn Sajf 1688 |
| Elektor Palatynatu             | - 1685 Filip Wilhelm 1690 |
| Papież                         | - 1676 Innocenty XI 1689 |
| Książę Parmy i Piacenzy        | - 1646 Ranuccio II 1694 |
| Król Portugalii                | - 1683 Piotr II 1706 |
| Książę w Prusach               | - 1640 Fryderyk Wilhelm Wielki Elektor 1688 |
| Car Rosji                      | - 1682 Iwan V 1696 - 1682 Piotr I Wielki 1725 |
| Cesarz Rzymski (niemiecki)     | - 1658 Leopold I Habsburg 1705 |
| Kapitanowie Regenci San Marino | - 1686 Gio. Antonio Belluzzi Alfonso Tosini 1687 - 1687 Alessandro Belluzzi Marc'Antonio Ceccoli 1687 - 1687 Giuliano Belluzzi Giambattista Fattori 1688 |
| Elektor Saksonii               | - 1680 Jan Jerzy III Wettyn 1691 |
| Król Szwecji                   | - 1660 Karol XI 1697 |
| Król Tajlandii                 | - 1656 Narai 1688 |
| Sułtan Turków                  | - 1648 Mehmed IV 1687 - 1687 Sulejman II 1691 |
| Doża Wenecji                   | - 1683 Marcantonio Giustinian 1688 |
| Król Węgier                    | - 1655 Leopold I 1705 |
| Książęta Wirtembergii          | - 1677 Eberhard Ludwik 1733 |

Rok 1687 / MDCLXXXVII
stulecia: XVI wiek ~
XVII wiek ~
XVIII wiek

lata: 1677 «
1682 «
1683 «
1684 «
1685 «
1686 «
1687
» 1688
» 1689
» 1690
» 1691
» 1692
» 1697

## Wydarzenia w Polsce
- 6 lutego – założono Wyższe Seminarium Duchowne w Przemyślu.
- Powódź w Krakowie.

## Wydarzenia na świecie
- 19 marca – francuski odkrywca René-Robert Cavelier de La Salle został zamordowany na wybrzeżu Teksasu przez zbuntowanych członków wyprawy do delty Missisipi.
- 5 lipca – praca Isaaca Newtona – Philosophiae Naturalis Principia Mathematica (Matematyczne podstawy filozofii naturalnej, bardziej znane dzisiaj jako Principia), została opublikowana dzięki zachęcie i finansowemu wsparciu Edmunda Halleya.
- 4 sierpnia – Iwan Mazepa został wybrany hetmanem Zadnieprza.
- 12 sierpnia – V wojna austriacko-turecka: bitwa pod Nagyharsány.
- 26 września – flota wenecka podczas bitwy z Turkami ostrzelała Akropol Ateński, powodując eksplozję zgromadzonego tam prochu; eksplozja zniszczyła wiele budowli.
- 9 grudnia – Józef I w wieku 9 lat został koronowany na króla Węgier, które stały się w ten sposób lennem Habsburgów. Korona Węgier stała się dziedziczna w rodzie Habsburgów.
- 26 grudnia – wybuch wulkanu Pico de Orizaba w Meksyku.

- Odkryto złoża złota w Brazylii.
- Sulejman II został sułtanem Imperium Osmańskiego.

## Urodzili się
- 3 października – Michał Wodzicki, polski duchowny katolicki, biskup przemyski (zm. 1764)
- 4 października – Maria Magdalena Martinengo, włoska klaryska kapucynka, stygmatyczka, błogosławiona katolicka (zm. 1737)
- 5 grudnia – Francesco Geminiani, włoski barokowy kompozytor, skrzypek i teoretyk muzyki (zm. 1762)

- data dzienna nieznana: 
  - Balthasar Neumann, niemiecki architekt i inżynier wojskowy (ur. przed 30 stycznia) (zm. 1753)

## Zmarli
- 14 stycznia – Nikolaus Mercator, niemiecki matematyk i astronom (ur. ok. 1620)
- 28 stycznia – Jan Heweliusz, gdański astronom (ur. 1611)
- 19 marca – René-Robert Cavelier de La Salle, francuski odkrywca delty Missisipi i badacz Ameryki Północnej (ur. 1643)

- data dzienna nieznana: 
  - Krzysztof Grzymułtowski, wojewoda poznański, dyplomata (ur. 1620)
  - Stefan Wierzbowski, biskup poznański (ur. ?)

## Święta ruchome
- Tłusty czwartek: 6 lutego
- Ostatki: 11 lutego
- Popielec: 12 lutego
- Niedziela Palmowa: 23 marca
- Wielki Czwartek: 27 marca
- Wielki Piątek: 28 marca
- Wielka Sobota: 29 marca
- Wielkanoc: 30 marca
- Poniedziałek Wielkanocny: 31 marca
- Wniebowstąpienie Pańskie: 8 maja
- Zesłanie Ducha Świętego: 18 maja
- Boże Ciało: 29 maja